# Susy Fuentes Bazán
Susy Fuentes Bazán (n. 1977, La Paz) es una botánica, y bióloga boliviana.
Como miembro del Herbario Nacional de Bolivia, participa en varios proyectos de estudios focalizados en la flora tropical boliviana. Recibió entrenamiento científico en el «Nees-Institut für Biodiversität der Pflanzen (Instituto para la Biodiversidad de las Plantas Nees)» de la Universidad de Bonn.
En 2012, terminó su tesis doctoral en el Botanischer Garten und Botanisches Museum Berlin-Dahlem, de la Universidad Libre de Berlín, calle Königin-Luise 6-8, D-14195 Berlín. Y desde entonces es miembro del grupo científico Cuba y Caribe. 

## Honores
Miembro de
- Asociación para la Biología de la Conservación - Bolivia (Capítulo de "Society for conservation Biology")

- La abreviatura «S.Fuentes» se emplea para indicar a Susy Fuentes Bazán como autoridad en la descripción y clasificación científica de los vegetales.[3]